# Olympiade suisse d'informatique
Pour les articles homonymes, voir SOI.
L'Olympiade suisse d'informatique (Swiss Olympiad in Informatics) est un concours suisse d'informatique pour les jeunes de moins de vingt ans.
L'olympiade suisse d'informatique est aussi le nom porté par le groupe qui organise les Olympiades. 
Le concours existe depuis 1996, les lauréats peuvent participer aux Olympiades internationales d'informatique (International Olympiad in Informatics).

## Déroulement
Chaque année le concours est divisé en une partie théorique et une partie pratique. Les participants doivent résoudre une liste de problèmes de programmation informatique (tel que par exemple la recherche d’issues dans un labyrinthe). En premier lieu, tout langage est accepté. Dans une seconde étape seuls le C, le C++ et le Pascal peuvent être utilisés.

## Lauréats
| Année | Premier tour                       | Second tour         |
| ----- | ---------------------------------- | ------------------- |
| 2007  | Vladimir Serbinenko, Johannes Josi | Vladimir Serbinenko |
| 2006  | Vladimir Serbinenko                | Eleni Andrist       |